# Municipio de Warrington (condado de York)
El municipio de Warrington (en inglés: Warrington Township) es un municipio ubicado en el condado de York en el estado estadounidense de Pensilvania. En el año 2000 tenía una población de 4,435 habitantes y una densidad poblacional de 48 personas por km².

## Geografía
El municipio de Warrington se encuentra ubicado en las coordenadas 40°05′00″N 76°56′59″O / 40.08333, -76.94972.

## Demografía
Según la Oficina del Censo en 2000 los ingresos medios por hogar en la localidad eran de $47,425 y los ingresos medios por familia eran $51,941. Los hombres tenían unos ingresos medios de $37,940 frente a los $26,203 para las mujeres. La renta per cápita para la localidad era de $21,368. Alrededor del 2,6% de la población estaban por debajo del umbral de pobreza.